# ニールセンの不動点定理
数学におけるニールセンの不動点定理（ニールセンのふどうてんていり、英: Nielsen fixed point theorem）は、位相幾何学的な不動点定理に関する数学の一結果である。核となるアイデアはデンマークの数学者であるヤコブ・ニールセンによって考えられたもので、定理の名も彼にちなむ。
コンパクト空間からそれ自身への写像 f のいわゆる極小数 (minimal number) の研究において、ニールセンの理論は展開された。そのような極小数 MF[f] は次で定義される：
{\displaystyle {\mathit {MF}}[f]=\min\{\#\operatorname {Fix} (g)\mid g\sim f\},}
ここで ~ は写像がホモトピックであることを意味し、#Fix(g) は g の不動点の数を表す。ニールセンの時代において極小数を計算することは非常に困難であったが、それは今日でも変わらない。ニールセンの手法は、不動点の集合を、ホモトピーによって除去可能かどうかで「本質的」か「本質的ではない」かの二種類に分類するものであった。
ニールセンの元々の理論では、次の様な概念が導入された：空間 X 上の自己写像 f の不動点の集合について同値関係を定義する。x が y と同値であるとは、x から y への道 c で、f(c) が c と道としてホモトピックであるようなものが存在することを言う。この関係についての同値類は f のニールセン類（Nielsen class）と呼ばれ、不動点指数の和がゼロでないニールセン類の数をニールセン数 N(f) とする。 
ニールセンは次の不等式を証明した。
{\displaystyle N(f)\leq {\mathit {MF}}[f].}
このことより、計算の難しい MF[f] を評価することが可能となった。これより、現在ニールセンの不動点定理として知られる次の定理が直ちに従う：任意の写像は少なくとも N(f) 個の不動点を持つ。
不動点指数に関する定義より、ニールセン数はレフシェッツ数と密接に関連している。実際、ニールセンの仕事のすぐ後、これら二つの不変量はウェッケンとライデマイスターによって「一般化レフシェッツ数」として一つにまとめられた。これは、より最近ではライデマイスター跡 (Reidemeister trace) とも呼ばれる。